# Avedis Zildjian Company
Avedis Zildjian Company, ou apenas Zildjian, é uma empresa sediada nos Estados Unidos da América especializada no fabrico de címbalos (ou pratos) bem como outros acessórios para instrumentos de percussão, tais como baquetas e/ou pratos de efeitos especiais. A família Zildjian é de origem turco-armênia, com tradição na fabricação de pratos desde o século XVII.

## Séries e modelos atuais de pratos

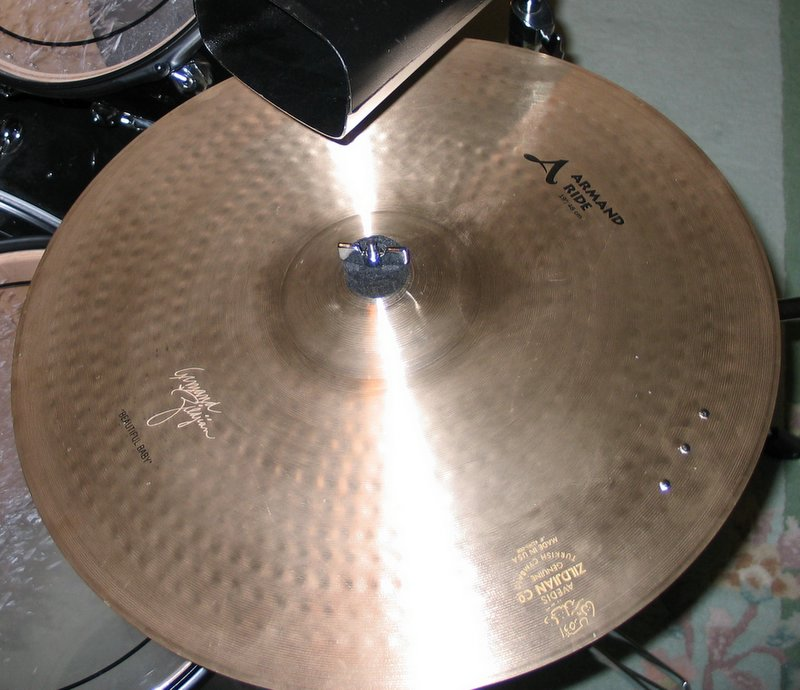
Armand Zildjian "Beautiful Baby" Ride

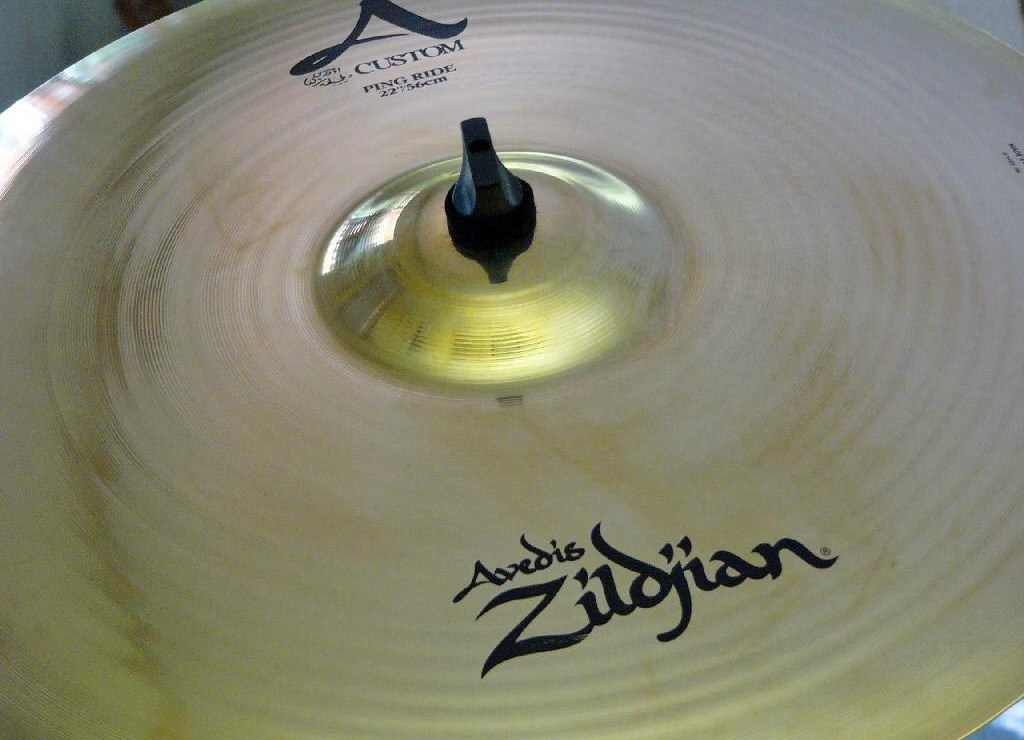
Zildjian A Custom
22" Ping Ride

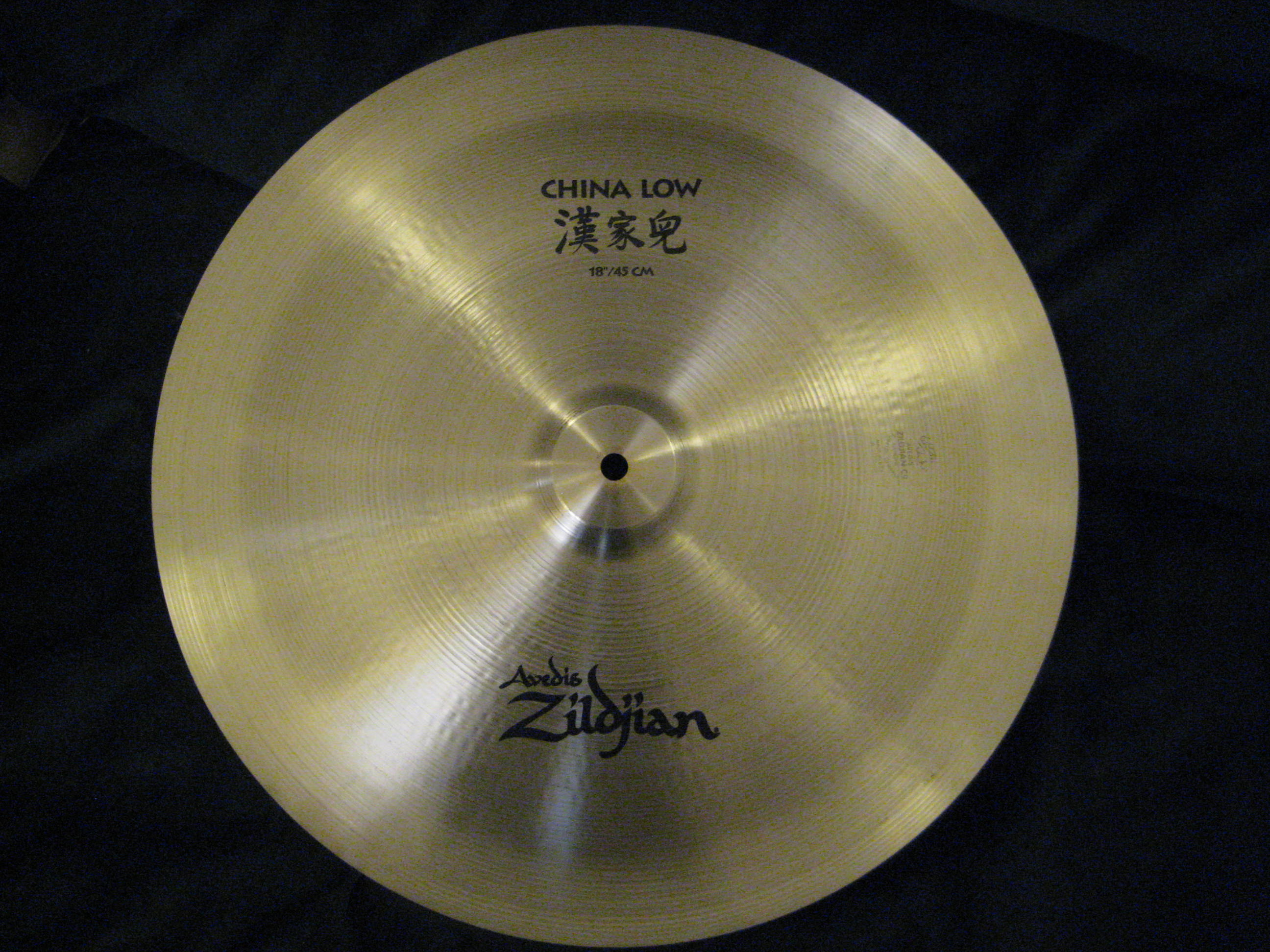
Prato Zildjian China Low de 18 polegadas

### 'Folha' de bronze (Sheet of bronze)
- ZBT:  A actual série de entrada de gama da Zildjian em folha de bronze. A liga de que são feitas as folhas de bronze da série ZBT contém 92% de cobre e 8% de estanho. É apresentada em acabamento brilhante.
- ZXT: É a série de média gama nos modelos em folha de bronze. A liga dos ZXT contém 92% de cobre e 8% de estanho. É apresentada em acabamento brilhante.
- ZHT: A série de topo dos modelos em folha de bronze da Zildjian. A liga dos ZHT contém 88% de cobre e 12% de estanho. É apresentada em acabamento tradicional.
- Pitch Black: Pratos em folha de bronze com uma cobertura de cor preta aplicada através um processo proprietário da Zildjian. Foram introduzidos em 2008 e são fabricados na mesma liga que a série ZHT (88% de cobre e 12% de estanho). São os primeiros pratos da Zildjian a apresentar uma aparência colorida, embora tenham aparecido bastante tempo depois das inovações da empresa concorrente Paiste que lançou as séries Colorsound na década de 1980.

### Bronze fundido (Cast bronze)
- FX: Pratos de efeitos especiais que incluem as séries Oriental e Azuka bem como os modelos de efeitos especiais Zil-Bel, pratos de mão (finger cymbal) e outros. A série FX apresenta-se quer em acabamento tradicional, quer em acabamento brilhante.
- Z3 (antigos Z Custom): Pratos fabricados especificamente para estilos musicais com volume especialmente alto. Têm como principal particularidade o peso elevado, o que os torna muito volumosos e agudos em termos de produção de som. A liga de bronze utilizada nos pratos Z3 contém 80% de cobre, 20% de estanho e vestígios de prata, apresentando-se em acabamento brilhante.
- Avedis Zildjian - ou simplesmente série A: É a linha original dos pratos Avedis Zildjian em liga de bronze. A liga dos pratos "A" contém 80% de cobre, 20% de estanho e vestígios de prata, apresentando-se em acabamento brilhante e tradicional.
- Armand Zildjian: Em 2007, a Zildjian introduz a série "Armand", como uma sub-série da linha "A" (ou "Avedis"), cuja liga contém 80% de cobre, 20% de estanho e vestígios de prata, apresentando-se apenas em acabamento tradicional. Os pratos são bastante semelhantes aos pratos da série "Avedis", mas apresentam um perfil ligeiramente inferior, para reproduzir os sons dos originais pratos da década de 1960.
- A Custom: Pratos desenvolvidos em conjunto com o afamado baterista americano Vinnie Colaiuta, baseados originalmente nos pratos da série "A" (ou Avedis). Os pratos "A Custom" têm pesos e espessuras mais finas tornando-se mais brilhantes e rápidos na resposta. A liga dos pratos "A Custom" contém 80% de cobre, 20% de estanho e vestígios de prata. Apresentam-se em acabamento brilhante.
- K Zildjian: - ou simplesmente série K: Pratos que descendem dos modelos originais fabricados totalmente à mão por Kerope Zildjian. O martelado da série "K" tornam-nos 'obscuros' (dark) e secos. A liga utilizada no seu fabrico contém 80% de cobre, 20% de estanho e vestígios de prata e os pratos apresentam-se em acabamento brilhante e tradicional.
- K Custom: Baseados nos originais pratos da série "K", são produzidos através de técnicas de martelado bastante mais complexas. São considerados secos e complexos, tornando-se muito populares no seio dos bateristas de jazz. A liga utilizada no seu fabrico contém 80% de cobre, 20% de estanho e vestígios de prata e os pratos apresentam-se em acabamento brilhante e tradicional.

## Séries descontinuadas

### 'Folha' de bronze (Sheet bronze)
- Amir (inícios da década de 1980): Tratava-se de uma série fabricada em liga B8 (92% de cobre e 8% de estanho) de gama média. Actualmente, pese embora o facto de já não se fabricarem, são ainda muito populares entre os apreciadores do som produzido pelas ligas B8, sendo por isso considerados de gama média/alta quando comparados com as actuais séries da Zildjian disponíveis no mercado.
- Amir II (meados da década de 1980): Uma reformulação da série Amir, com alguma dose de falta de sucesso, pois os entusiastas apreciadores da série Amir não reconheceram evoluções na nova série Amir II.
- Scimitar/Scimitar Bronze (finais da década de 1980/inícios da década de 1990): Pratos de entrada de gama, mais virados para o ensaio e estudo, apresentando preços relativamente reduzidos, fabricados com 92% de cobre e 8% de estanho.
- Edge/Edge Plus (década de 1990): Os predecessores da série ZXT.
- ZBT Plus (inicio da década 2000): Lançados conjuntamente com a série ZBT, substituíram as séries Scimitar. A linha ZBT Plus foi descontinuada pouco tempo depois da série Edge ter sido substituída pela série ZXT.
- ZXT Titanium (2003 e 2006): Em cor prateada fabricados sem qualquer tipo de liga baseada em titânio. Foram descontinuados pouco depois da série ZHT ter entrado em produção.

### Bronze fundido (Cast bronze)
- Impulse (1982 e 1986): Pratos especificamente produzidos para estilos musicais mais pesados tendo sido substituídos pela série "Z" alguns anos mais tarde.
- Z Zildjian - ou simplesmente série Z (1986 e 1994): Pesados, sem tornado, pensados para os estilos musicais mais pesados, nomeadamente heavy-metal e punk. Foram substituídos em 1994 pela série "Z Custom" (atual Z3).
- Avedis Platinum (década de 1990): Tratava-se de pratos da série "A" (Ou Avedis) em cor prateada e logotipo azul ou preto.